# Buniga
Buniga är ett vattendrag i Burundi.   Det ligger i provinsen Muyinga, i den centrala delen av landet, 110 kilometer öster om huvudstaden Bujumbura.
Omgivningarna runt Buniga är en mosaik av jordbruksmark och naturlig växtlighet. Runt Buniga är det ganska tätbefolkat, med 179 invånare per kvadratkilometer.